# Antea Group
Antea Group est une société d'ingénierie internationale et un cabinet de conseil en environnement, spécialisée dans les domaines de l'environnement, des infrastructures, de l'urbanisme et de l'eau.

## Histoire
Antea a d'abord existé au sein du Bureau de recherches géologiques et minières, le service géologique national français. Il est constitué d'un groupe de techniciens et d'ingénieurs chargé, sous la double tutelle du ministère de l'enseignement supérieur et de la recherche et du ministère de l'écologie, du développement durable et de l'énergie  d'études annexes et complémentaires. Cette entité du BRGM avait pour dénomination 4S, pour « Service du Sol et du Sous-Sol ».
Dans le cadre de la restructuration du BRGM effectuée en 1988 sous l'égide de Maurice Allègre, le transfert des activités d'ingénierie et de conseil est effectué à une filiale nommée Antea en 1994. Une partie du capital de la filiale est vendue à un groupe néerlandais Heidemeij, qui rétrocèdera ses parts au BRGM après quelques mois.
En 2003, Antea est vendue au fonds d'investissement français Brinon Investissement, alors que le BRGM se recentre sur ses missions de service géologique national. Une partie du capital de la société est détenue par une société "Financière ANTEA" dont des membres du personnel détiennent une grande partie des parts. Le président est Patrice de Maistre.
Antea Group est acheté en septembre 2009 par le groupe néerlandais Oranjewoud, spécialisé dans les infrastructures de génie civil, le génie ferroviaire, le bâtiment, l'environnement et les loisirs. Celle-ci devient Antea Group qui comprend Antea France. 
En 2012, Antea Group rachète le bureau d'études TSC pour développer une nouvelle branche dédiée à l'aménagement du territoire, la planification urbaine, les trames vertes et bleues, etc., en accompagnement de collectivités territoriales.
En 2013, le groupe a acheté la société Géo-Hyd, basée à Olivet (Loiret).Géo-Hyd est une société d’études et de services à double compétence Informatique et Environnement. Elle compte une vingtaine de collaborateurs avec des profils variés : scientifiques (agronomes, géologues…) et technologiques (informaticiens, géomaticiens…). La société travaille sur l’ensemble de la chaîne de traitement des données environnementales, de leur acquisition sur le terrain à leur valorisation par des opérations de communication.
Fin 2015, elle achète le Groupe IRH Environnement basé à Gennevilliers (Hauts-de-Seine). Il est spécialisé dans l'audit de Due Diligence environnementale, le conseil réglementaire ICPE, l'étude des sites & sols pollués et les travaux de dépollution des sols et des nappes. En 1996, ICF Environnement avait racheté la société IRH Environnement,auprès de la société Saint-Gobain PAM.
Le groupe dispose en 2023 de plus de 3 500 collaborateurs dans plus de 100 bureaux dans le monde (15 pays dont la Belgique, la Colombie, la France, les Pays-Bas et les États-Unis). La filiale française compte un peu plus de 1 000 salariés à fin 2023. Elle réalise principalement des missions de bureau d'études environnement et notamment pour des industriels, des compagnies gazières et pétrolières et autres producteurs d'énergie, pour des gouvernements et collectivités.